# Церква святителя Феодосія Чернігівського (Нова Дарниця)
Церква святителя Феодосія Чернігівського — православний храм у Києві у Новій Дарниці. Церкву було зведено у 1902–1903 роках. Освячення відбулося 30 серпня (12 вересня) 1903 року
В «Алфавитный список церквей Черниговской Епархии» 1908 року, де ця церква відсутня. На плані селища Нова Дарниця 1909 року храм позначено, тож помилково вважали[хто?], що храм 1909 року.

## Пожертви на будівництво
Церква була збудована на пожертви дворянки Н. Н. Оржанської, яка була похована біля цього храму ще до початку його будівництва. На його зведення вона заповідала 5400 рублів. Ще частину коштів пожертвували місцеві жителі, але ця сума була досить незначною.
Дзвони для церкви були пожертвувані Н. Г. Вербовою.

## Архітектура
Церква була збудована за проєктом та під керівництвом відомого київського архітектора Миколи Горденіна. Це був дерев’яний храм на кам'яному фундаменті, обкладений цеглою. Церква була хрещатою у плані, завершувалася банею на 8-гранному барабані, над притвором було влаштовано дзвіницю із шатровим завершенням. Барабан бані та дзвіниця обкладені цеглою не були. Церковну садибу було обгороджено дерев’яним парканом. Садиба церкви являла собою ділянку соснового лісу, частково звільнену від дерев.

## Закриття і знесення храму
Церкву було закрито найімовірніше наприкінці 1935 — на початку 1936 року, адже у документі «Перелік всіх закритих молитовень православного релігійного культу по Київській приміській смузі станом на 26 березня 1936 р.» є і церква Феодосія Чернігівського у Дарниці, «синодальної орієнтації».
За інформацією києвознавця С. Вакулишина, в 1937 році церква використовувалась як фізкультурний зал м'ясокомбінату. Але невдовзі споруду було розібрано. 
Церква розташовувалася на місці сучасного будинку № 5-А по Ялтинській вулиці. 

## Тимчасовий храм
У 1940-х роках (можливо, під час нацистської окупації Києва) неподалік на Привокзальній площі, у пристосованому житловому будинку було відкрито нову церкву Феодосія Чернігівського. 
По війні у цю церкву ходили віряни не лише Нової Дарниці, а й Старої Дарниці, Лісок та селища ДВРЗ. Дітей з цих районів також хрестили у церкві Св. Феодосія Чернігівського. Нову церкву святителя Феодосія Чернігівського, що діяла у пристосованому житловому будинку, було закрито та знищено 1962 року. 
Про її знищення розповів Володимир Приходько у книзі «ДВРЗ»: «У 1962 році зазнала та церква сумної долі. Розібрали її солдати з розташованої поблизу військової частини за одну ніч. Армія тоді була боєздатною, солдати дисциплінованими, тож взялися за діло у вечірніх сутінках, а на ранок на місці церкви вже був квітник.». Тож схоже, церкву розібрали десь навесні чи влітку. 
В наш час, на вулиці Привокзальній, 2  планується будівництво храму з приділом святителя Феодосія Чернігівського.